# Campionat argentí de futbol
La Primera Divisió d'Argentina és el torneig de la primera categoria del futbol masculí argentí, organitzat des de 1893 per la Associació del Futbol Argentí, excepte entre les temporades 2017-18 i 2019-20, quan va ser regit per la Superlliga Argentina. Dissolta aquesta, l'Associació va crear l'òrgan intern denominat Lliga Professional de Futbol Argentí, a través del qual va reprendre la seva conducció. És el màxim graó del sistema de competicions del futbol masculí a el país.
Al campionat 2021, el primer a càrrec de la Lliga Professional, hi participen vint-i-sis equips, els que són presentats per clubs, associacions civils sense ànim de lucre (tot i que des del 2000 es pot donar la situació que l'equip estigui administrat per una empresa privada, en representació i amb l'aprovació del club respectiu).
El campionat es disputa amb el format d'una sola roda de vint-i-cinc dates en què s'enfronten tots contra tots. Consagra un campió i sumaria per als descensos que s'efectivitzarien al final de la temporada 2022.
El campionat de Primera Divisió és un dels millors del món d'acord amb la Federació Internacional d'Història i Estadística de Futbol. A l'última classificació, la de 2020, ocupa el novè lloc al rànquing anual, que s'elabora des de 1991. La Primera Divisió d'Argentina, a excepció de 1993, sempre va estar entre les deu primeres La seva millor ubicació en aquest rànquing es va donar el 2008, quan va aconseguir el tercer lloc, sent superada per la Premier League d'Anglaterra i per la Sèrie A d'Itàlia.
Des de 1893, s'ha disputat ininterrompudament, i és l'única que ha romàs durant 131 anys sense intervals. Això, sumat que hi va haver tres temporades de sis mesos ja que en diversos cicles s'han atorgat dos títols per període i fins i tot tres a 1936 i en 2012-13, amb 192 edicions (54 en l'amateurisme i 138 al professionalisme), és la lliga que més campions va consagrar a la història del futbol mundial.

## Història

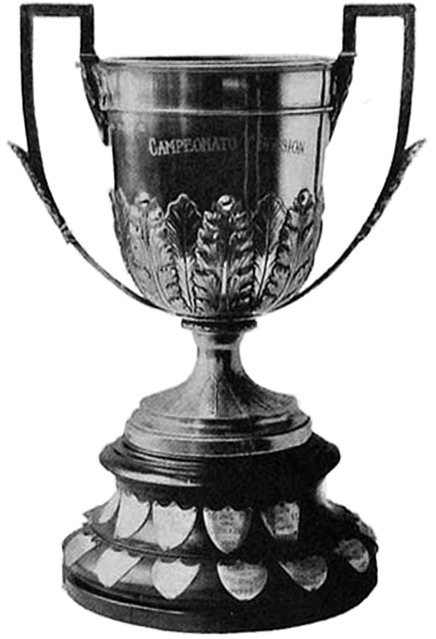
La Copa Campeonato fou el primer trofeu entregat per l'AFA by the AFA, més tard abandonat i reusat de 2013 a 2015.

L'Argentine Association Football League organitzà el primer campionat de futbol el 1891, que fou vençut pel Saint Andrew's. La competició no acabà d'assolir molt èxit i la temporada següent no es disputà. El 21 de febrer de 1893 és fundada una segona Argentine Association Football League, pel considerat pare del futbol argentí, Alexander Watson Hutton, i representants de Quilmes Rovers Club, Caledonian's, Saint Andrew's, English High School (posteriorment Alumni), Lomas i Flores. L'Argentine Association Football League fou redenominada el febrer de 1903 com a Argentine Football Association, i el febrer de 1912 com Asociación Argentina de Football.
El 14 de juny de 1912 es fundà la Federación Argentina de Football, que creà una lliga paral·lela que existí fins al 23 de desembre de 1914, quan es fusionà amb l'AFA. També existí una altra associació paral·lela creada el 22 de setembre de 1919 amb el nom d'Asociación Amateurs de Football, i que romangué fins a fusionar-se amb l'AAF el 28 de novembre de 1926, naixent l'Asociación Amateurs Argentina de Football.
A inicis dels anys 1930 els futbolistes decideixen començar una vaga. Volien aconseguir la llibertat de contractació, ja que hi havia un pacte entre els clubs per a no fitxar un futbolista sense consentiment del club d'origen, i per a blanquejar la seva situació, ja que si bé molts cobraven per jugar no hi havia regles clares. Es decideix realitzar una reunió entre tots els representants de l'Associació per a trobar una solució. El representant de Racing Club proposa crear una branca professional amb els equips més importants de les ciutats de Buenos Aires, La Plata, Rosario i part de la província de Buenos Aires. Molts representants no accepten la proposta, ja que la solució al conflicte hauria de ser para tots i no només per a un sector. Això porta com a conseqüència una fractura a l'associació produïda el 19 de maig de 1931: Atlanta, Boca, Chacarita, Estudiantes de La Plata, Huracán, Independiente, Platense, Quilmes, Lanús, Racing, River, Tigre, Vélez, Talleres de Remedios de Escalada, San Lorenzo, Argentinos Juniors i Ferro; formen la Liga Argentina de Football, donant començament al profesionalisme. L'altra associació va prendre el nom d'Asociación Argentina de Football Amateurs i Professionales, fins que el 3 de novembre de 1934 es fusionen i donen lloc a la creació de l'Asociación del Football Argentina.
Amb la creació de l'AFA professional el 1934, els clubs de l'interior del país van començar a desitjar competir ells també en el campionat més important, per la qual cosa van començar a afiliar-se a l'AFA, especialment equips de la província de Buenos Aires i de les ciutats de Rosario i Santa Fe, durant les dècades dels anys 30 i 40. Aquesta afiliació, però, no va generalitzar-se per tot el país.
Fins a l'any 1966, el campionat es va disputar a dues voltes de forma anual, disputant-se en alguns anys (sobretot de la dècada de 1930) també una Copa d'Honor. El 1966, l'interventor de l'AFA, Valentín Suárez, va determinar un canvi en l'organització dels torneigs, destinat a permetre que els equips de l'interior del país competissin en un campionat de primera federal. El campionat tradicional, denominat Metropolitano, va ser categoritzat al mateix nivell que els organitzats per les associacions i lligues de la resta del país, jugant-se la primera meitat de l'any i classificant equips, igual que els altres campionats, al Campionat Nacional, estructurat com una copa, amb grups i eliminatòries finals.
A partir d'aleshores, el futbol es va revolucionar, sortint de l'apatia que tenia en anys anteriors. El canvi es va notar en el fet que els equips denominats petits van poder ser campions: Estudiantes de La Plata el 1967, Vélez Sársfield el 1968 i Chacarita Juniors el 1969, a diferència del període anterior que només havien assolit consagrar-se cinc equips: River Plate, Boca Juniors, Independiente, Racing Club i San Lorenzo de Almagro. També permeté que equips de l'interior assolissin el campionat: Rosario Central (1971 i 1973) i Newell's Old Boys (1974).
L'any 1982, l'ordre dels campionats va canviar, passant el Nacional a jugar-se en el primer semestre i el Metropolitano (redenominat Campionat de Primera Divisió des de 1981) al final de l'any. Per consell del director tècnic de la selecció argentina de futbol, Carlos Salvador Bilardo, el 1985, després de la disputa del Nacional, l'estructura va canviar, tornant al torneig anual des de la temporada (1985/86), desapareixent el Nacional. Per a mantenir la possibilitat d'accedir a la màxima categoria als equips de l'interior, no afiliats directament a l'AFA, es va crear el Nacional B com a segona divisió. A la temporada 1990/91, les dues rodes del campionat (Apertura i Clausura) determinaren dos campions que es van enfrontar en una final per a determinar un únic campió. A partir de la temporada 1991/92, les finals van ser eliminades i els torneigs van ser considerats independents. Malgrat que l'estructura va permetre una participació cada vegada major d'equips de l'interior i de ciutats mitjanes o petites com Tres Arroyos o Rafaela, cap equip fora de l'eix La Plata-Buenos Aires-Rosario ha assolit el campionat.

## Historial
Font:

### Campionats amateurs

#### Campionat de Primera Divisió (1891-1934)

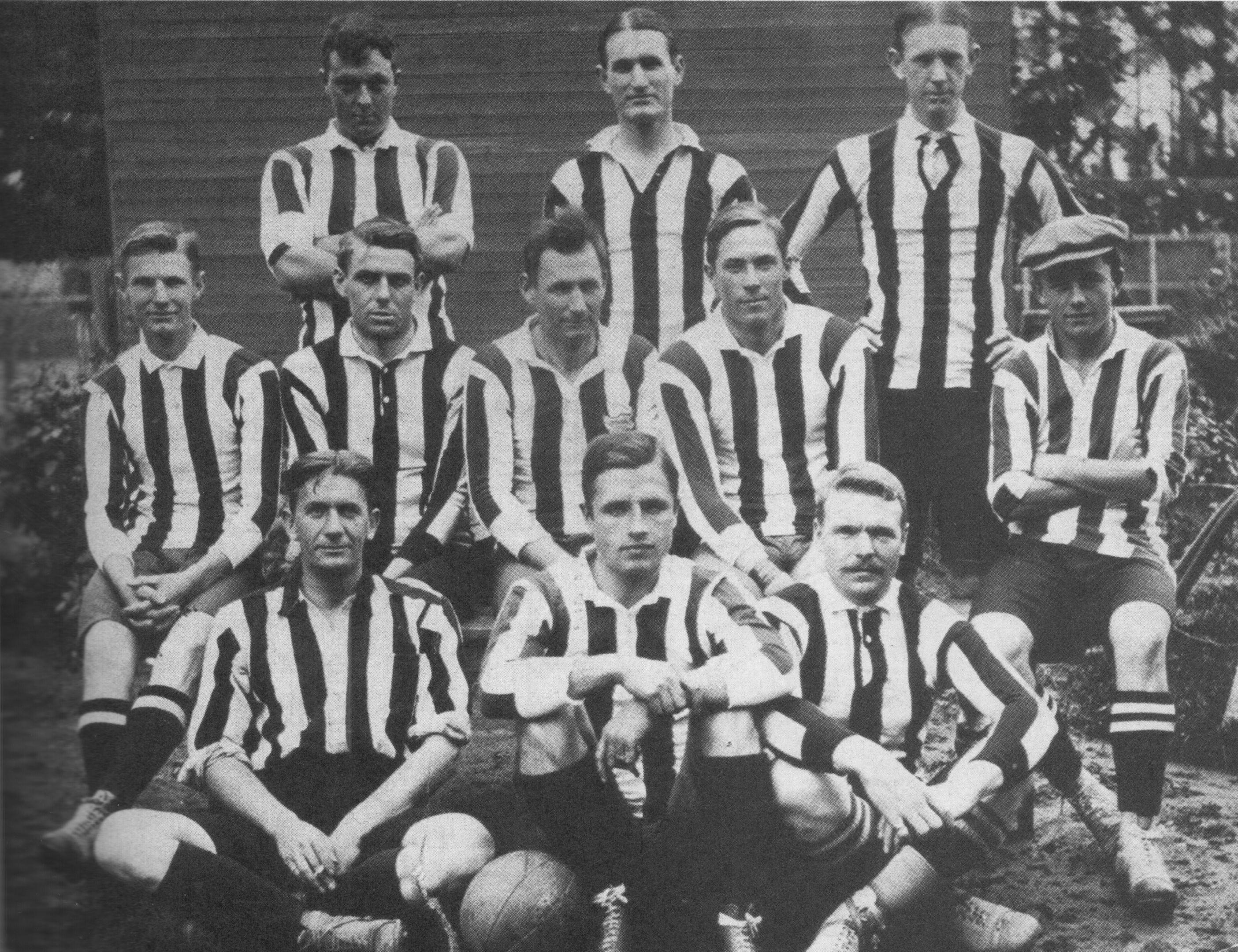
Alumni guanyà 10 torneigs durant l'era amateur, incloent la del seu predecessor English High School

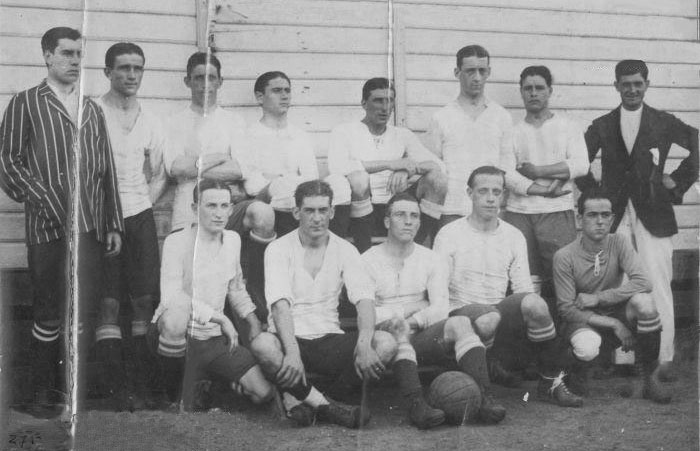
Racing Club cap el 1917.

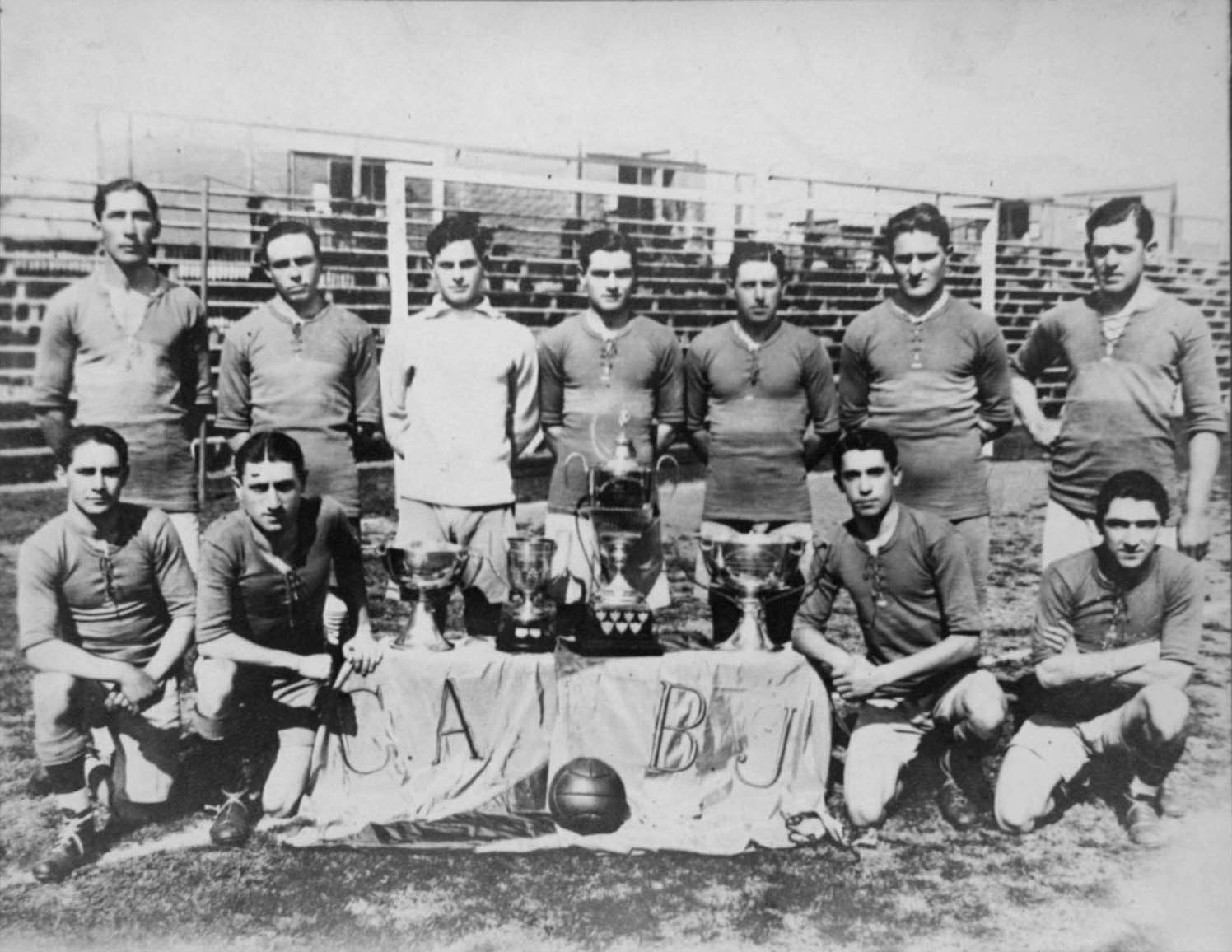
Boca Juniors el 1919.

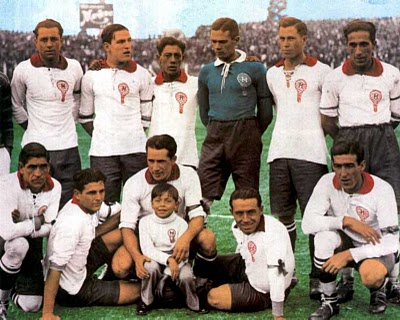
Huracán 1920.

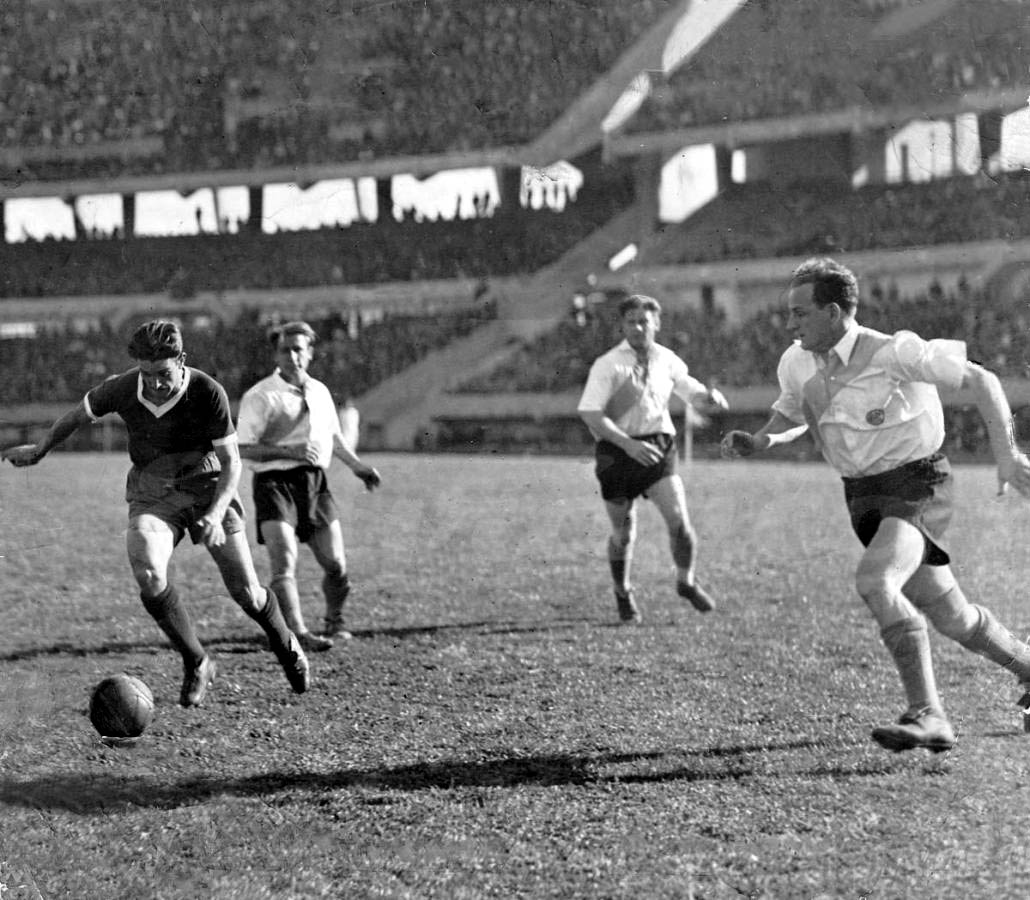
Vicente de la Mata, en un partit entre Independiente i River Plate el 1939

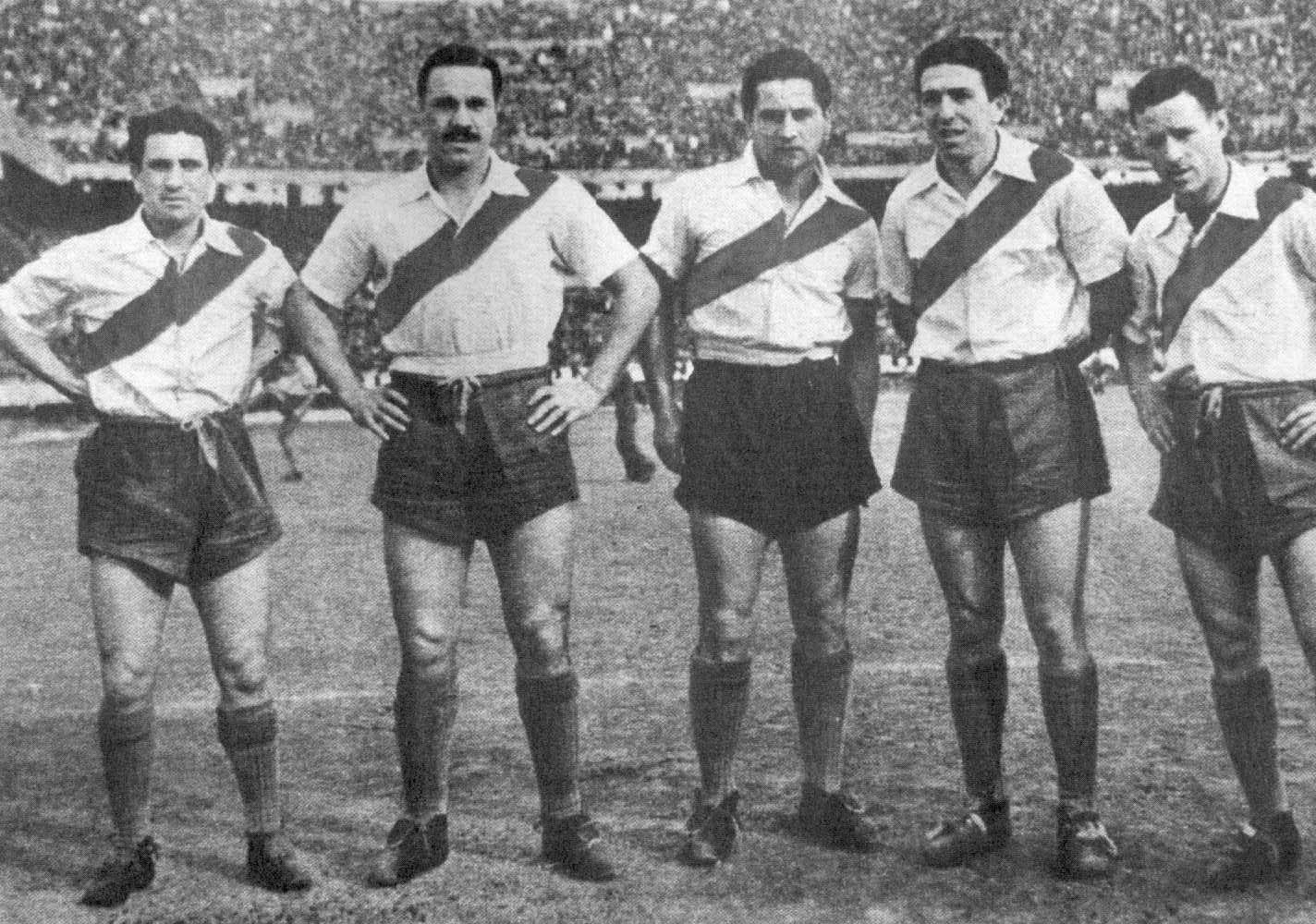
La Máquina fou una de les grans davanteres del futbol argentí

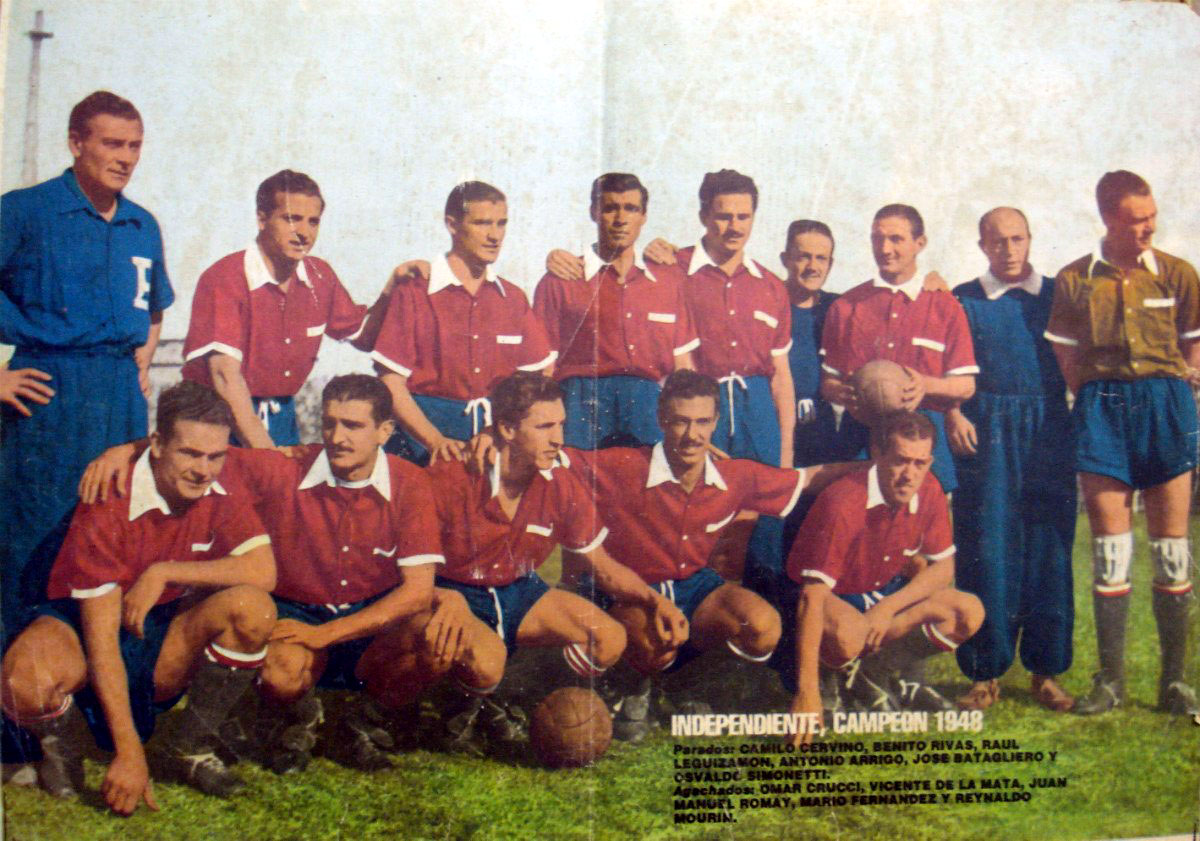
Independiente 1948.

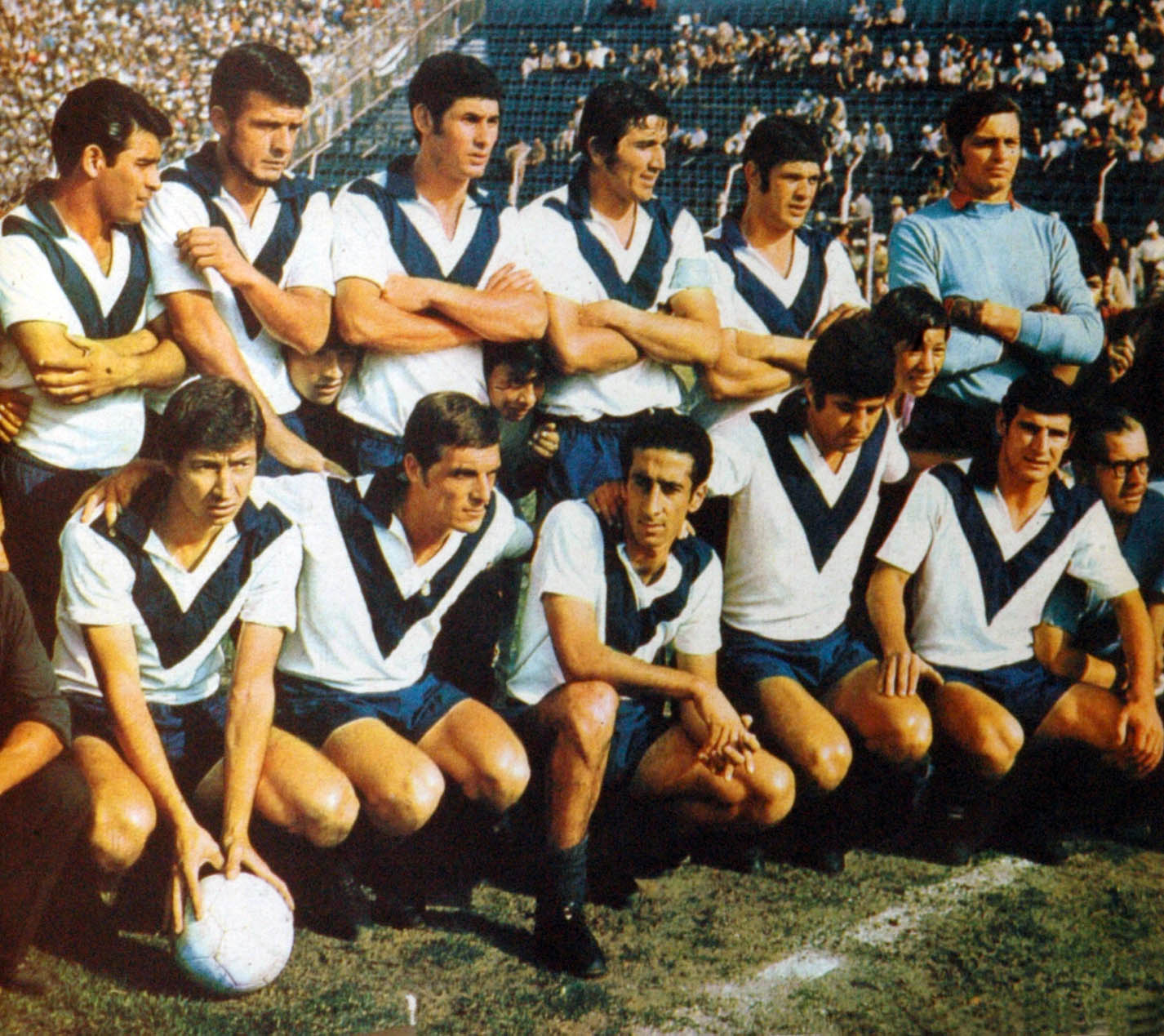
Vélez Sarsfield 1968.

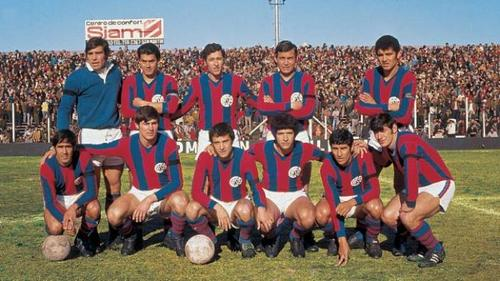
San Lorenzo 1968.

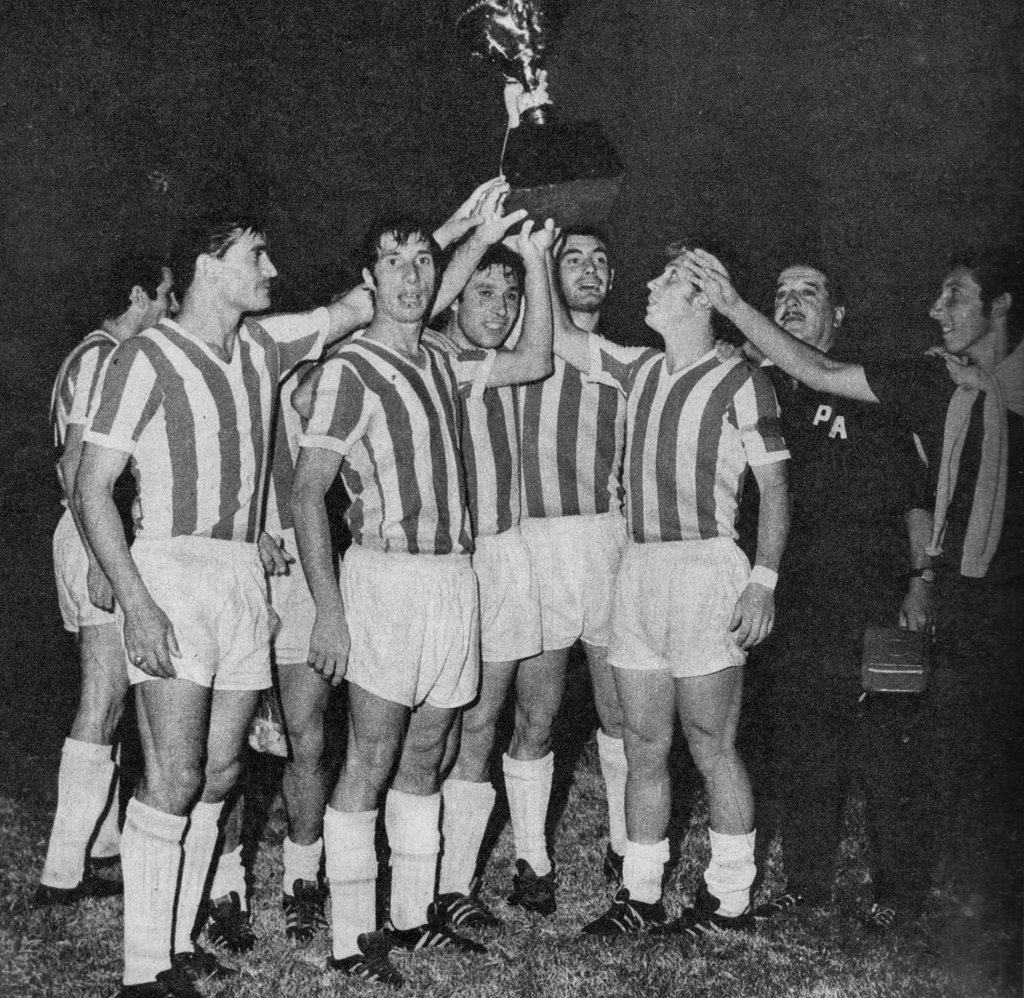
Estudiantes de La Plata celebra l'obtenció de la Copa Interamericana de 1969

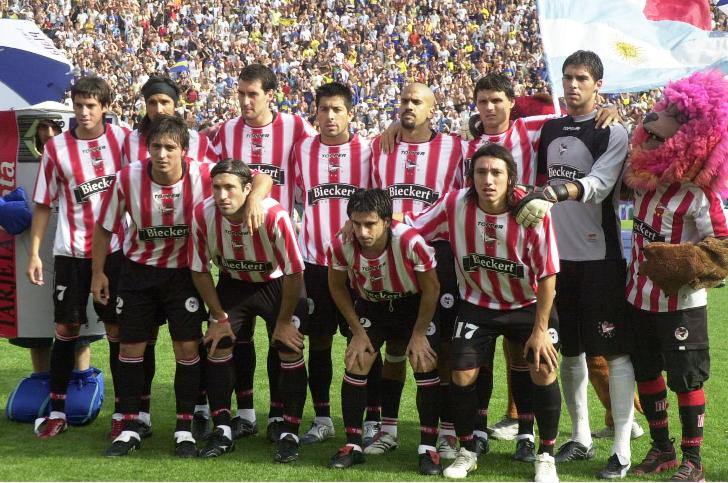
Estudiantes de La Plata 2006.

| Temporada   | Campió                     | Subcampió                         | Tercer                     |
| ----------- | -------------------------- | --------------------------------- | -------------------------- |
| 1891 (AAFL) | Saint Andrews (1)          | Old Caledonians                   | BA&R Railway               |
| 1892 (AAFL) | no es disputà              |                                   |                            |
| 1893 (AAFL) | Lomas Athletic (1)         | Flores Athletic                   | Quilmes Club               |
| 1894 (AAFL) | Lomas Athletic (2)         | Rosario Athletic                  | Flores Athletic            |
| 1895 (AAFL) | Lomas Athletic (3)         | Lomas Academy                     | Flores Athletic            |
| 1896 (AAFL) | Lomas Academy (1)          | Flores Athletic                   | Lomas Athletic             |
| 1897 (AAFL) | Lomas Athletic (4)         | Lanus Athletic                    | Belgrano Athletic          |
| 1898 (AAFL) | Lomas Athletic (5)         | Lobos Athletic                    | Belgrano Athletic          |
| 1899 (AAFL) | Belgrano Athletic (1)      | Lobos Athletic                    | Lomas Athletic             |
| 1900 (AAFL) | English High School (1)    | Lomas Athletic                    | Belgrano Athletic          |
| 1901 (AAFL) | Alumni (2)                 | Belgrano Athletic                 | Quilmes                    |
| 1902 (AAFL) | Alumni (3)                 | Barracas Athletic                 | Quilmes                    |
| 1903 (AFA)  | Alumni (4)                 | Belgrano Athletic                 | Barracas Athletic          |
| 1904 (AFA)  | Belgrano Athletic (2)      | Alumni                            | Lomas Athletic             |
| 1905 (AFA)  | Alumni (5)                 | Belgrano Athletic                 | Estudiantes (Buenos Aires) |
| 1906 (AFA)  | Alumni (6)                 | Lomas Athletic                    | no es va definir           |
| 1907 (AFA)  | Alumni (7)                 | Estudiantes (Buenos Aires)        | San Isidro                 |
| 1908 (AFA)  | Belgrano Athletic (3)      | Alumni                            | Argentino de Quilmes       |
| 1909 (AFA)  | Alumni (8)                 | River Plate                       | Quilmes                    |
| 1910 (AFA)  | Alumni (9)                 | Porteño                           | Belgrano Athletic          |
| 1911 (AFA)  | Alumni (10)                | Porteño                           | San Isidro                 |
| 1912 (AAF)  | Quilmes AC (1)             | San Isidro                        | Racing Club                |
| 1912 (FAF)  | Porteño (1)                | Independiente                     | Estudiantes (La Plata)     |
| 1913 (AAF)  | Racing Club (1)            | San Isidro                        | River Plate                |
| 1913 (FAF)  | Estudiantes (La Plata) (1) | Gimnasia y Esgrima (Buenos Aires) | Argentino de Quilmes       |
| 1914 (AAF)  | Racing Club (2)            | Estudiantes (Buenos Aires)        | Boca Juniors               |
| 1914 (FAF)  | Porteño (2)                | Estudiantes (La Plata)            | Independiente              |
| 1915 (AAF)  | Racing Club (3)            | San Isidro                        | River Plate                |
| 1916 (AAF)  | Racing Club (4)            | Platense                          | River Plate                |
| 1917 (AAF)  | Racing Club (5)            | River Plate                       | Huracán                    |
| 1918 (AAF)  | Racing Club (6)            | River Plate                       | Boca Juniors               |
| 1919 (AAF)  | Boca Juniors (1)           | Estudiantes (La Plata)            | Huracán                    |
| 1919 (AAmF) | Racing Club (7)            | Vélez Sarsfield                   | River Plate                |
| 1920 (AAF)  | Boca Juniors (2)           | Banfield                          | Huracán                    |
| 1920 (AAmF) | River Plate (1)            | Racing Club                       | San Lorenzo                |
| 1921 (AAF)  | Huracán (1)                | Del Plata                         | Boca Juniors               |
| 1921 (AAmF) | Racing Club (8)            | River Plate                       | Independiente              |
| 1922 (AAF)  | Huracán (2)                | Sportivo Palermo                  | Boca Juniors               |
| 1922 (AAmF) | Independiente (1)          | River Plate                       | San Lorenzo                |
| 1923 (AAF)  | Boca Juniors (3)           | Huracán                           | Sportivo Barracas          |
| 1923 (AAmF) | San Lorenzo (1)            | Independiente                     | River Plate                |
| 1924 (AAF)  | Boca Juniors (4)           | Temperley                         | Dock Sud                   |
| 1924 (AAmF) | San Lorenzo (2)            | Gimnasia y Esgrima (La Plata)     | Independiente              |
| 1925 (AAF)  | Huracán (3)                | Nueva Chicago                     | El Porvenir                |
| 1925 (AAmF) | Racing Club (9)            | San Lorenzo                       | Almagro                    |
| 1926 (AAF)  | Boca Juniors (5)           | Argentinos Juniors                | Huracán                    |
| 1926 (AAmF) | Independiente (2)          | San Lorenzo                       | Platense                   |
| 1927        | San Lorenzo (3)            | Boca Juniors                      | Lanús                      |
| 1928        | Huracán (4)                | Boca Juniors                      | Estudiantes (La Plata)     |
| 1929        | Gimnasia y Esgrima LP (1)  | Boca Juniors                      | River Plate                |
| 1930        | Boca Juniors (6)           | Estudiantes (La Plata)            | River Plate                |
| 1931 (AFAP) | Estudiantil Porteño (1)    | Almagro                           | Sportivo Buenos Aires      |
| 1932 (AFAP) | Sportivo Barracas (1)      | Barracas Central                  | Colegiales                 |
| 1933 (AFAP) | Sportivo Dock Sud (1)      | Nueva Chicago                     | Banfield                   |
| 1934 (AFAP) | Estudiantil Porteño (2)    | Banfield                          | Defensores de Belgrano     |

### Campionats professionals

#### Campionat de Primera Divisió (1931-1966)
| Temporada | Campió            | Subcampió       | Tercer                        |
| --------- | ----------------- | --------------- | ----------------------------- |
| 1931      | Boca Juniors (7)  | San Lorenzo     | Estudiantes (La Plata)        |
| 1932      | River Plate (2)   | Independiente   | Racing Club                   |
| 1933      | San Lorenzo (4)   | Boca Juniors    | Racing Club                   |
| 1934      | Boca Juniors (8)  | Independiente   | San Lorenzo                   |
| 1935      | Boca Juniors (9)  | Independiente   | San Lorenzo                   |
| 1936 (H)  | San Lorenzo (5)   | Huracán         | Boca Juniors                  |
| 1936 (C)  | River Plate (3)   | San Lorenzo     | Racing Club                   |
| 1936 (O)  | River Plate (4)   | San Lorenzo     | Boca Juniors                  |
| 1937      | River Plate (5)   | Independiente   | Boca Juniors                  |
| 1938      | Independiente (3) | River Plate     | San Lorenzo                   |
| 1939      | Independiente (4) | River Plate     | Huracán                       |
| 1940      | Boca Juniors (10) | Independiente   | River Plate                   |
| 1941      | River Plate (6)   | San Lorenzo     | Newell's Old Boys (Rosario)   |
| 1942      | River Plate (7)   | San Lorenzo     | Huracán                       |
| 1943      | Boca Juniors (11) | River Plate     | San Lorenzo                   |
| 1944      | Boca Juniors (12) | River Plate     | Estudiantes (La Plata)        |
| 1945      | River Plate (8)   | Boca Juniors    | Independiente                 |
| 1946      | San Lorenzo (6)   | Boca Juniors    | River Plate                   |
| 1947      | River Plate (9)   | Boca Juniors    | Independiente                 |
| 1948      | Independiente (5) | River Plate     | Estudiantes (La Plata)        |
| 1949      | Racing Club (10)  | River Plate     | Platense                      |
| 1950      | Racing Club (11)  | Boca Juniors    | Independiente                 |
| 1951      | Racing Club (12)  | Banfield        | River Plate                   |
| 1952      | River Plate (10)  | Racing Club     | Independiente                 |
| 1953      | River Plate (11)  | Vélez Sársfield | Racing Club                   |
| 1954      | Boca Juniors (13) | Independiente   | River Plate                   |
| 1955      | River Plate (12)  | Racing Club     | Boca Juniors                  |
| 1956      | River Plate (13)  | Lanús           | Boca Juniors                  |
| 1957      | River Plate (14)  | San Lorenzo     | Racing Club                   |
| 1958      | Racing Club (13)  | Boca Juniors    | San Lorenzo                   |
| 1959      | San Lorenzo (7)   | Racing Club     | Independiente                 |
| 1960      | Independiente (6) | River Plate     | Argentinos Juniors            |
| 1961      | Racing Club (14)  | San Lorenzo     | River Plate                   |
| 1962      | Boca Juniors (14) | River Plate     | Gimnasia y Esgrima (La Plata) |
| 1963      | Independiente (7) | River Plate     | Racing Club                   |
| 1964      | Boca Juniors (15) | Independiente   | River Plate                   |
| 1965      | Boca Juniors (16) | River Plate     | Vélez Sársfield               |
| 1966      | Racing Club (15)  | River Plate     | Boca Juniors                  |

#### Campionats Nacional i Metropolitano (1967-1985)
| Any  | Campió Metropolitano            | Subcampió              | Campió Nacional            | Subcampió              |
| ---- | ------------------------------- | ---------------------- | -------------------------- | ---------------------- |
| 1967 | Estudiantes (La Plata) (2)      | Racing Club            | Independiente (8)          | Estudiantes (La Plata) |
| 1968 | San Lorenzo (8)                 | Estudiantes (La Plata) | Vélez Sársfield (1)        | River Plate            |
| 1969 | Chacarita Juniors (1)           | River Plate            | Boca Juniors (17)          | River Plate            |
| 1970 | Independiente (9)               | River Plate            | Boca Juniors (18)          | Rosario Central        |
| 1971 | Independiente (10)              | Vélez Sársfield        | Rosario Central (1)        | San Lorenzo            |
| 1972 | San Lorenzo (9)                 | Racing Club            | San Lorenzo (10)           | River Plate            |
| 1973 | Huracán (5)                     | Boca Juniors           | Rosario Central (2)        | River Plate            |
| 1974 | Newell's Old Boys (Rosario) (1) | Rosario Central        | San Lorenzo (11)           | Rosario Central        |
| 1975 | River Plate (15)                | Huracán                | River Plate (16)           | Estudiantes (La Plata) |
| 1976 | Boca Juniors (19)               | Huracán                | Boca Juniors (20)          | River Plate            |
| 1977 | River Plate (17)                | Independiente          | Independiente (11)         | Talleres (Córdoba)     |
| 1978 | Quilmes (3)                     | Boca Juniors           | Independiente (12)         | River Plate            |
| 1979 | River Plate (18)                | Vélez Sársfield        | River Plate (19)           | Unión (Santa Fe)       |
| 1980 | River Plate (20)                | Argentinos Juniors     | Rosario Central (3)        | Racing (Córdoba)       |
| 1981 | Boca Juniors (21)               | Ferro Carril Oeste     | River Plate (21)           | Ferro Carril Oeste     |
| 1982 | Estudiantes (La Plata) (3)      | Independiente          | Ferro Carril Oeste (1)     | Quilmes                |
| 1983 | Independiente (13)              | San Lorenzo            | Estudiantes (La Plata) (4) | Independiente          |
| 1984 | Argentinos Juniors (1)          | Ferro Carril Oeste     | Ferro Carril Oeste (2)     | River Plate            |
| 1985 | -                               | -                      | Argentinos Juniors (2)     | Vélez Sársfield        |

#### Campionat de Primera Divisió (1985/86-1990/91)
| Temporada | Campió                          | Subcampió                   | Tercer            |
| --------- | ------------------------------- | --------------------------- | ----------------- |
| 1985-86   | River Plate (22)                | Newell's Old Boys (Rosario) | Deportivo Español |
| 1986-87   | Rosario Central (4)             | Newell's Old Boys (Rosario) | Independiente     |
| 1987-88   | Newell's Old Boys (Rosario) (2) | San Lorenzo                 | Racing Club       |
| 1988-89   | Independiente (14)              | Boca Juniors                | Deportivo Español |
| 1989-90   | River Plate (23)                | Independiente               | Boca Juniors      |
| 1990-91   | Newell's Old Boys (Rosario) (3) | Boca Juniors                | River Plate       |

#### Tornejos d'Apertura i Clausura (1991-2012)
| Temporada | Campió Clausura                 | Subcampió                     | Campió Apertura                 | Subcampió                     |
| --------- | ------------------------------- | ----------------------------- | ------------------------------- | ----------------------------- |
| 1991      | -                               | -                             | River Plate (24)                | Boca Juniors                  |
| 1992      | Newell's Old Boys (Rosario) (4) | Vélez Sársfield               | Boca Juniors (22)               | River Plate                   |
| 1993      | Vélez Sársfield (2)             | Independiente                 | River Plate (25)                | Vélez Sársfield               |
| 1994      | Independiente (15)              | Huracán                       | River Plate (26)                | San Lorenzo                   |
| 1995      | San Lorenzo (12)                | Gimnasia y Esgrima (La Plata) | Vélez Sársfield (3)             | Racing Club                   |
| 1996      | Vélez Sársfield (4)             | Gimnasia y Esgrima (La Plata) | River Plate (27)                | Independiente                 |
| 1997      | River Plate (28)                | Colón (Santa Fe)              | River Plate (29)                | Boca Juniors                  |
| 1998      | Vélez Sársfield (5)             | Lanús                         | Boca Juniors (23)               | Gimnasia y Esgrima (La Plata) |
| 1999      | Boca Juniors (24)               | River Plate                   | River Plate (30)                | Rosario Central               |
| 2000      | River Plate (31)                | Independiente                 | Boca Juniors (25)               | River Plate                   |
| 2001      | San Lorenzo (13)                | River Plate                   | Racing Club (16)                | River Plate                   |
| 2002      | River Plate (32)                | Gimnasia y Esgrima (La Plata) | Independiente (16)              | Boca Juniors                  |
| 2003      | River Plate (33)                | Boca Juniors                  | Boca Juniors (26)               | San Lorenzo                   |
| 2004      | River Plate (34)                | Boca Juniors                  | Newell's Old Boys (Rosario) (5) | Vélez Sársfield               |
| 2005      | Vélez Sársfield (6)             | Banfield                      | Boca Juniors (27)               | Gimnasia y Esgrima (La Plata) |
| 2006      | Boca Juniors (28)               | Lanús                         | Estudiantes (La Plata) (5)      | Boca Juniors                  |
| 2007      | San Lorenzo (14)                | Boca Juniors                  | Lanús (1)                       | Tigre                         |
| 2008      | River Plate (35)                | Boca Juniors                  | Boca Juniors (29)               | Tigre                         |
| 2009      | Vélez Sársfield (7)             | Huracán                       | Banfield (1)                    | Newell's Old Boys (Rosario)   |
| 2010      | Argentinos Juniors (3)          | Estudiantes (La Plata)        | Estudiantes (La Plata) (6)      | Vélez Sársfield               |
| 2011      | Vélez Sársfield (8)             | Lanús                         | Boca Juniors (30)               | Racing Club                   |
| 2012      | Arsenal (1)                     | Tigre                         | -                               | -                             |

#### Campionat de Primera Divisió (A partir del 2012)
| Temporada          | Campió                                       | Subcampió                                    | Tercer                                       |
| ------------------ | -------------------------------------------- | -------------------------------------------- | -------------------------------------------- |
| 2012 Inicial       | Vélez Sársfield (9)                          | Newell's Old Boys (Rosario)                  | Belgrano (Córdoba)                           |
| 2013 Final         | Newell's Old Boys (Rosario) (6)              | River Plate                                  | Lanús                                        |
| 2012-13 Superfinal | Vélez Sársfield (10)                         | Newell's Old Boys (Rosario)                  | sense tercer                                 |
| 2013 Inicial       | San Lorenzo (15)                             | Lanús                                        | Vélez Sársfield                              |
| 2014 Final         | River Plate (36)                             | Boca Juniors                                 | Estudiantes (La Plata)                       |
| 2014 Transición    | Racing Club (17)                             | River Plate                                  | Lanús                                        |
| 2015               | Boca Juniors (31)                            | San Lorenzo                                  | Rosario Central                              |
| 2016 Transición    | Lanús (2)                                    | San Lorenzo                                  | Estudiantes (La Plata)                       |
| 2016-17            | Boca Juniors (32)                            | River Plate                                  | Estudiantes (La Plata)                       |
| 2017-18            | Boca Juniors (33)                            | Godoy Cruz (Mendoza)                         | San Lorenzo                                  |
| 2018-19            | Racing Club (18)                             | Defensa y Justicia                           | Boca Juniors                                 |
| 2019-20            | Boca Juniors (34)                            | River Plate                                  | Vélez Sársfield                              |
| 2020               | no es disputà per la pandèmia de la COVID-19 | no es disputà per la pandèmia de la COVID-19 | no es disputà per la pandèmia de la COVID-19 |
| 2021               | River Plate (37)                             | Defensa y Justicia                           | Talleres (Córdoba)                           |
| 2022               | Boca Juniors (35)                            | Racing Club                                  | River Plate                                  |
| 2023               | River Plate (38)                             | Talleres (Córdoba)                           | San Lorenzo                                  |
| 2024               | Vélez Sársfield (11)                         | Talleres (Córdoba)                           | Racing Club                                  |
| 2025 Apertura      | Platense (1)                                 | Huracán                                      | sense tercer                                 |
| 2025 Clausura      |                                              |                                              | sense tercer                                 |